# 33e bataillon de marche de chasseurs
Le 33e bataillon de marche de chasseurs (33e BMC, parfois 33e bataillon de chasseurs à pied) est une unité éphémère de l'Armée de Vichy ayant existé du 1er au 15 juillet 1941.

## Historique
Il est formé de militaires issus du 159e régiment d'infanterie alpine et des douze bataillons de chasseurs alpins et à pieds. Il est prévu de l'envoyer en Syrie, alors attaquée par les Britanniques et les Forces françaises libres. Le bataillon doit embarquer le 5 juillet mais la bataille est déjà perdue au Levant : les combats cessent le 12 et l'armistice de Saint-Jean-d'Acre est signé le 14. Le bataillon est dissous le 15 juillet.

## Traditions
L'unité a eu le temps de choisir des traditions. L'insigne du bataillon porte un cor chargé d'une francisque tandis que le refrain du bataillon est « Bataillon du Levant, les chasseurs en avant ! ».